# Roca del Capellà
La Roca del Capellà és una muntanya de 1.121 metres que es troba al municipi de la Quar, a la comarca catalana del Berguedà.